# Ypsilanti (Michigan)
Ypsilanti é uma cidade localizada no estado americano de Michigan, no Condado de Washtenaw.

## Demografia
Segundo o censo americano de 2000, a sua população era de 22.362 habitantes.
Em 2006, foi estimada uma população de 21.746, um decréscimo de 616 (-2.8%).

## Geografia
De acordo com o United States Census Bureau tem uma área de
11,7 km², dos quais 11,4 km² cobertos por terra e 0,3 km² cobertos por água.

## Localidades na vizinhança
O diagrama seguinte representa as localidades num raio de 16 km ao redor de Ypsilanti.